# Villa Angélique
La Villa Angélique est un hôtel et restaurant de l'île de La Réunion, département d'outre-mer français dans le sud-ouest de l'océan Indien. Elle est située dans le centre-ville de Saint-Denis, au numéro 39 de la rue de Paris, où elle occupe la maison de Boisvilliers, une case créole inscrite à l'inventaire supplémentaire des Monuments historiques depuis le 29 mars 1996,. Ouvert depuis 2011, l'établissement hôtelier est classé quatre étoiles.